# Eberhard Pelke

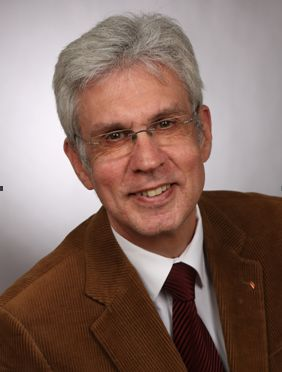
Eberhard Pelke

Eberhard Pelke (* 26. Mai 1955 in Mannheim) ist ein deutscher Bauingenieur und Historiker der Bautechnik.

## Studium
Pelke, aufgewachsen und mit Lebensmittelpunkt in Mainz, besuchte das Gymnasium am Kurfürstlichen Schloss. Nach dem Abitur und der Ableistung seines Wehrdienstes studierte er an der TH Darmstadt Bauingenieurwesen im Fachbereich Konstruktiver Ingenieurbau, das er 1983 mit der Diplomarbeit Alternativlösung eines bestehenden Gebäudes in Verbundbauweise unter besonderer Berücksichtigung des Feuerwiderstandsvermögens bei Professor Otto Jungbluth abschloss und mit der Note Eins bewertet wurde.

## Beruflicher Werdegang
Erste praktische Erfahrungen sammelte Pelke bei Lahmeyer International in Frankfurt am Main im Rahmen der Projektbearbeitung von Tunnelbauwerken. 1984 wechselte er zur inzwischen nicht mehr existierenden und von der SWECO übernommenen Ingenieursozietät BGS und 1988 zum Institut für Tragkonstruktionen und Konstruktives Entwerfen der Universität Stuttgart. In Abhängigkeit zu seinem Wohnsitz in Mainz, kam ihm entgegen, dass er 1990 die Position eines Fachgebietsleiters für Statik, technische Regelwerke und Bauentwurf beim Hessischen Landesamt für Straßen- und Verkehrswesen in Wiesbaden, heute Hessen Mobil, angeboten bekam. Seine fachliche Kompetenz und Führungsqualitäten förderten Pelkes berufliche Karriere, sodass er schon 1994 zum stellvertretenden Leiter des Dezernats Entwurf Ingenieurbauwerke berufen wurde. Dem folgte 1999 die kommissarische Leitung des Dezernats, das er 2001 gleichzeitig mit der Leitung des Dezernats Bautechnik und Ingenieurbau und ab 2010 die Leitung des Dezernats Management und Erhaltung verantwortlich übernahm. Parallel dazu bekleidete er von 2006 bis 2011 als stellvertretender Abteilungsleiter die Abteilung Planung, Bau und Erhaltung. 2012 avancierte Pelke zum Leiter des Dezernats Planung Ingenieurbauwerke und später zum Leiter des Dezernats Ingenieurbauwerke. Dort befasste sich Eberhard Pelke u. a. mit den Grundsätzen und Technischen Regelwerken des Brücken-, Tunnel- und Ingenieurbaus, der Genehmigung von Bauwerksentwürfen, der Bauwerksvor- und entwurfsplanung einschließlich der erforderlichen Nachrechnungen sowie der Prüfung von Ausführungsunterlagen. Seit 1. März 2021 ist Eberhard Pelke im Ruhestand.

## Forschung
Seit mehr als einem Jahrzehnt arbeitete und arbeitet Eberhard Pelke mit verschiedenen Forschungsstellen und Ingenieurbüros zusammen. Dabei fokussiert sich das Themenspektrum auf die Instandsetzung und die Nachhaltigkeit von Stahl- und Verbundbrücken sowie Spannbetonbrücken. Jüngstes Beispiel ist die Ertüchtigung der Nibelungenbrücke in Worms, über die er mit Tilman Zichner, Gesellschafter bei der König Heunisch Planungsgesellschaft bis 2012 in der Zeitschrift Beton- und Stahlbetonbau berichtete. Im selben Heft veröffentlichte er mit Wissenschaftlern der Universität Stuttgart, mit einem Vertreter des Ingenieurbüros Schömig Ingenieure und einem seiner Mitstreiter die Ergebnisse des Forschungsvorhabens über die Instandsetzung von Talbrücken mit externer Vorspannung. Eberhard Pelke versteht es die Zusammenarbeit zwischen Wissenschaft, Beratenden Ingenieuren und Bauverwaltung so zu organisieren, dass die Qualität der Infrastruktursysteme seines Landes nicht nur erhalten und weiter gesteigert werden, sondern auch der historische Eigenwert des jeweiligen Ingenieurbauwerks zur Sprache kommt.
Eberhard Pelkes Arbeiten zur Geschichte der Bautechnik speisen sich aus zwei Motivationen. Zum einen will er einer technikkritisch eingestellten Gesellschaft die Leistungen der Bauingenieure mit Werk und Person näher bringen, so unter anderem mit seinen Veröffentlichungen über Hellmut Homberg und Willy Stöhr. Zum anderen interessiert ihn Bautechnikgeschichte als Werkzeug des Ingenieuralltags – um Bauwerke zu verstehen, zu bewerten und zu schützen, um sie entsprechend ihrer Tragwirkung zu ertüchtigen oder auch, um mit historischem Wissen Mängel zu erkennen, die zu Schwierigkeiten führen können. Nicht zuletzt muss Bautechnikgeschichte für ihn auch Antworten auf die Frage beitragen, worin heute ein sinnvoller Fortschritt besteht. Zusammen mit Werner Lorenz untersuchte er den bautechnikgeschichtlichen Wert solcher Bauwerke wie der Mainbrücke Kostheim. Er publizierte konstruktionshistorisch akzentuierte Untersuchungen von Schrägseilbrücken, Spannbetonbrücken sowie Stahl- und Stahlverbundbrücken. Weiterhin befasst sich Eberhard Pelke seit einiger Zeit mit der geschichtlichen Entwicklung der Montagetechnologien im Stahlbrückenbau und der Historie des Baus von Bogenbrücken aus Stahlbeton.
Gemeinsam mit Eugen Brühwiler von der ETH Lausanne baute er die Working Group Construction History der International Association of Bridge and Structural Engineering (IABSE) auf und führte bis Ende 2017 den Vorsitz. Die international zusammengesetzte Gruppe engagiert sich für die Einbindung der Bautechnikgeschichte in die Symposien der IABSE. Mit Brühwiler gab Eberhard Pelke Band 15 der Structural Engineering Document (SED) zu Stand, Relevanz und praktischer Umsetzung von Bautechnikgeschichte in konkreten Projekten heraus. Eine Würdigung seines bautechnikhistorischen Schaffens findet sich im Bericht von Werner Lorenz und Karl-Eugen Kurrer und in der Zeitschrift Stahlbau.